# Tauroscopa trapezitis
Tauroscopa trapezitis là một loài bướm đêm trong họ Crambidae.